# جکسون مندی
جکسون مندی (انگلیسی: Jackson Mendy؛ زادهٔ ۲۵ مهٔ ۱۹۸۷) بازیکن فوتبال اهل فرانسه است.
از باشگاه‌هایی که در آن بازی کرده‌است می‌توان به باشگاه فوتبال لیتکس لووچ، باشگاه فوتبال اومانیا، باشگاه فوتبال رن، باشگاه فوتبال هانزا روستوک، باشگاه فوتبال اوسر، باشگاه فوتبال پاریس اف سی، باشگاه فوتبال فرایبورگ، باشگاه فوتبال آژاکسیو، و باشگاه فوتبال زسکا صوفیه اشاره کرد.
وی همچنین در تیم ملی فوتبال سنگال بازی کرده‌است.